# Ražice
Ražice – miejscowość i gmina (obec) w Czechach, w kraju południowoczeskim, w powiecie Písek. W 2022 roku liczyła 420 mieszkańców.
W miejscowości jest stacja kolejowa Ražice.